# Hagenbüchach
Hagenbüchach település Németországban, azon belül Bajorországban. Lakosainak száma 1636 fő (2023. december 31.). Hagenbüchach Langenzenn és Emskirchen községekkel határos.

## Népesség
A település népessége az elmúlt években az alábbi módon változott:
| Lakosok száma | 249  | 481  | 734  | 820  | 1251 | 1325 | 1390 | 1437 | 1608 | 1636 |
|               | 1875 | 1950 | 1975 | 1987 | 2012 | 2014 | 2016 | 2017 | 2021 | 2023 |